# Victor Schlegel
Stanislaus Ferdinand Victor Schlegel (Frankfurt an der Oder, 4 de março de 1843 – Hagen, 22 de novembro de 1905) foi um matemático alemão.
Schlegel estudou de 1860 a 1863 na Universidade de Berlim. Em 1866 lecionou em Breslau, depois em Stettin (onde foi colega de Hermann Grassmann) e em 1868 em Anklam, e foi a partir de 1869 Oberlehrer no ginásio de Waren, Müritz. Em 1881 obteve um doutorado na Universidade de Leipzig, orientado por Felix Klein, com a tese Die Elemente der modernen Geometrie und Algebra.
Em 1884 foi eleito membro da Academia Leopoldina.

## Obras
- System der Raumlehre. Nach den Principien der Grassmannschen Ausdehnungslehre als Einleitung in dieselbe dargestellt, 2 Bände, Teubner 1872, 1875, Band 1, Band 2
- Lehrbuch der Elementaren Mathematik, Band 1, Wolffenbüttel: Zwissler 1878, Archive
- Hermann Grassmann, sein Leben und seine Werke, Brockhaus 1878, Archive
- Theorie der homogen zusammengesetzten Raumgebilde, Nova Acta Leopoldina, Band 44, 1883, Nr.4, S. 343-459 (Schlegeldiagramme) Archive
- Projectionsmodelle der sechs regelmässigen vier-dimensionalen Körper und des vier-dimensionalen vierseitigen Prismas, Waren 1886.  Aufgeführt im: Catalog mathematischer Modelle für den höheren mathematischen Unterricht, Verlag Martin Schilling, Leipzig, S. 31-34 Archive
- On the problem of the minimum sum of the distances of a point from given points, Bulletin of the American Mathematical Society, Vol. 1, 1894, p. 33–52. Online
- Ein Beitrag zur Geschichte der Mathematik in den letzten fünfzig Jahren, Zeitschrift für Mathematik und Physik, Vol. 4, 1896, p. 1–21, 41–59.